# Turkish Phonographic Industries Society
Turkish Phonographic Industries Society é uma empresa oficial que representa as indústrias fonográficas da Turquia. É também associada ao IFPI.